# Pont-Saint-Pierre
Pont-Saint-Pierre è un comune francese di 1 163 abitanti situato nel dipartimento dell'Eure nella regione della Normandia.

## Società

### Evoluzione demografica
Abitanti censiti